# Carola Reimann
Carola Reimann (Goch, 25 août 1967) est une femme politique allemande. 